# CBRE Group
CBRE Group, Inc. este o firmă americană de investiții și servicii imobiliare comerciale. Abrevierea CBRE înseamnă Coldwell Banker Richard Ellis. Este cea mai mare companie comercială de servicii imobiliare din lume.
Firma ocupă locul 128 pe Fortune 500 și este inclusă în Fortune 500 în fiecare an din 2008. CBRE deservește peste 90 dintre primele 100 de companii de pe Fortune 100.
Compania are peste 100.000 de angajați și oferă servicii proprietarilor, investitorilor și chiriașilor prin cele peste 300 de birouri din 50 de țări.
Compania a achiziționat în anul 2008 compania românească Eurisko Consulting în urma unei tranzacții de 35 de milioane USD.
CB Richard Ellis activa pe piața din România din anul 2001, în baza unui contract de franciză.
În anul 2007, a părăsit piața românească, iar în februarie 2008 a revenit pe aceată piață, prin preluarea companiei Eurisko.